# Тихомиров, Михаил Иванович (спортивный деятель)
Тихомиров Михаил Иванович — заслуженный тренер РСФСР, почётный президент международной федерации самбо (FIAS), вице-президент Олимпийского комитета России.

## Биография
Михаил начал заниматься борьбой самбо в 1955 году в секции «Динамо» на Цветном бульваре города Москвы у заслуженного тренера РСФСР Льва Борисовича Турина.
В 1956 году стал чемпионом РСФСР по вольной борьбе. С 1956 года начал работать тренером по вольной борьбе и по борьбе самбо.
В 1959 году окончил Высшую школу тренеров, и в этом же году поступил в Государственный центральный Ордена Ленина институт физической культуры (ГЦОЛИФК).
В 1960 году выполнил норматив мастера спорта СССР по вольной борьбе и борьбе самбо.
В 1965 году окончил полный курс названного института по специальности физическая культура и спорт с присвоением квалификации преподавателя физической культуры. В На протяжении нескольких лет становился призёром и чемпионом РСФСР, работая тренером сборной команды России.
В 1969 году, за подготовку спортсменов высокого класса, присвоено звание «Заслуженный тренер РСФСР».
В период работы заведующим отделом спортивной и оборонно-массовой работы в МК ВЛКСМ, был инициатором проведения спартакиад дворовых и уличных команд среди детей и подростков. Работая в МК КПСС с 1973 по 1981 г.г., осуществлял постоянный контроль за ходом подготовки объектов к олимпийским играм 1980 года, в том числе Олимпийской деревни, и отвечал за подготовку спортсменов Московской области к зимним и летним Олимпийским играм. За эту работу в 1980 году был награжден медалью «За трудовую доблесть».
В период с 1981 по 1986 год работал председателем МГС «Динамо». С 1986 по 1991 год работал в МГК КПСС.
В 1991 году был избран президентом Всероссийской федерации самбо. По его инициативе были созданы федерации самбо в различных странах Европы, Азии и Пан Америки. В 1993 году был избран президентом Европейской федерации самбо. В 1997 году был избран президентом Международной федерации самбо FIAS. Стали регулярно проводится чемпионаты мира, Европы, Азии и Пан Америки по борьбе самбо, в том числе среди ветеранов-самбистов.
В 1998 году был удостоен правительственной награды Орден Почета. В 1999 году Михаил Иванович Тихомиров создал Комитет Национальных и Неолимпийских Видов Спорта России и был его председателем до 2010 года. Во время его работы сборная команда России три раза становилась победителем Всемирных игр: в 2001 году г. Акита (Япония), в 2005 году в Дуйсбург (Германия), в 2009 году в Гаосюнь (Китайский Тайбэй).
С 2001 по 2005 года был избран вице-президентом Олимпийского комитета России. В 2010 году, под руководством Михаила Ивановича Тихомирова, был создан Общероссийский союз общественных объединений «Союз Национальных и Неолимпийских Видов Спорта России». Главной задачей Союза были популяризация национальных и неолимпийских видов спорта в России среди молодёжи и подрастающего поколения. Михаил Иванович Тихомиров принимал активное участие и содействовал проведению массовых соревнований и фестивалей по национальным и неолимпийским видам спорта в нашей стране.
До 2015 года проводил мастер-классы в различных странах мира с целью развития и популяризации борьбы самбо с перспективой включения борьбы самбо в число Олимпийских видов спорта. Своей многолетней работой он внес огромный вклад в признание борьбы самбо олимпийским видом спорта. В 2021 году на сессии Международного Олимпийского Комитета от 20 июля 2021 г. в городе Токио (Япония) самбо было признано олимпийским.
За многолетний и результативный вклад в развитие отечественного вида спорта самбо Михаил Иванович Тихомиров был удостоен почётного звания «Заслуженный работник физической культуры Российской Федерации» в 2018 году.
Похоронен в Москве, на Троекуровском кладбище, участок 35

### Образование
- Высшая школа тренеров — 1957—1959 года.
- Государственный центральный Ордена Ленина институт физической культуры (ГЦОЛИФК) — 1959—1965 года.
- Двухгодичный факультативный курс спортивного и лечебного массажа с правом работать массажистом по спортивному и лечебному массажу — 1962—1963 года.
- Заочная высшая партийная школа при ЦК КПСС — 1974—1977 года.

### Спортивные и общественные звания
- Мастер спорта СССР по вольной борьбе — 1960 год;
- Мастер спорта СССР по борьбе самбо — 1962 год;
- Судья Всесоюзной категории — 1966 год;
- Судья Международной категории — 1972 год;
- Заслуженный тренер РСФСР — 1969 год;
- Заслуженный работник физической культуры Российской Федерации — 2018 год.

### Политическая деятельность
- Депутат Фрунзенского районного совета г. Москвы — 1982—1986 года.
- Доверенное лицо Политической партии «Единая России» — в 2003 году.
- Доверенное лицо Президента В. В. Путина в период предвыборных кампаний в 2000 году и 2004 году. Имеет благодарственное письмо от В. В. Путина за проведенную предвыборную кампанию.
- Помощник депутата Государственной Думы Российской Федерации Н. М. Харитонова на общественных началах — 2016—2021 года.

## Соревнования в честь Тихомирова М. И
В честь Тихомирова проводились российские, региональные и международные турниры по самбо:
- Всероссийский турнир по борьбе самбо на призы Президента Международной и Всероссийской федераций самбо Тихомирова Михаила Ивановича (г. Калининград, Россия 2000 год);
- Национальный турнир по спортивному и боевому самбо в честь почётного Президента ФИАС Михаила Ивановича Тихомирова (клуб «Атланта», Аргентина, 2015 год);
- 1-й Международный турнир по борьбе самбо имени почётного Президента ФИАС Тихомирова Михаила Ивановича (спортивный центр «Триумф», городской округ Люберцы, Московская область, Россия, 2018 год);
- 1-й детский турнир памяти почетного президента Международной и Всероссийской федерации самбо, заслуженного тренера России, заслуженного работника физической культуры Российской Федерации Тихомирова Михаила Ивановича (г. Москва, 2022 год);
- 1-й Межрегиональный юношеский турнир по борьбе самбо памяти почётного Президента Международной и Всероссийской федерации самбо Михаила Тихомирова (г. Мытищи, 2023 год);
- 2-й Межрегиональный юношеский турнир по борьбе самбо памяти почётного Президента Международной и Всероссийской федерации самбо Михаила Тихомирова (г. Мытищи, 2024 год).

## Награды
Был награждён медалью «За трудовую доблесть» в 1980 году и орденом Почета в 1998 году. Также Тихомирову присвоена медаль «Ветеран труда» (1984 год).
В 2008 году награждён орденом «Гордость России». Также имеет другие ведомственные, региональные и общественные награды.

## Публикации
Автобиографическая Книга «Бороться и Побеждать» (1-е издание 2014 года; 2-е издание 2023 года).